# Catalina Artusi
Catalina Artusi (Buenos Aires, 24 de mayo de 1990) es una actriz argentina. Debutó como actriz en el año 1997 en la serie argentina Ricos y famosos.

## Vida privada
Desde 2008 hasta 2013, estuvo en pareja con el exfutbolista argentino, Juan Manuel Torres. En agosto de 2010, dio a luz a Bacco Torres Artusi, su primer hijo y el segundo hijo para él.
En el año 2015 estuvo varios meses en pareja con el empresario, Ariel Diwan.

## Carrera
Debutó como actriz en el año 1997 en la serie argentina Ricos y famosos. Su salto a la fama se dio luego de que fue convocada por Cris Morena para formar parte de la famosa teleserie infantil, Chiquititas.

## Filmografía

### Televisión
| Televisión  | Televisión               | Televisión                | Televisión | Televisión             |
| Año         | Título                   | Personaje                 | Canal      | Notas                  |
| ----------- | ------------------------ | ------------------------- | ---------- | ---------------------- |
| 1997        | Ricos y famosos          | Anita                     | Canal 9    | Participación especial |
| 1998        | Chiquititas              | Catalina "Cata"           | Telefe     | Elenco de reparto      |
| 1999 - 2000 | Verano del 98            | Trinidad "Titi" Guzmán    | Telefe     | Elenco de reparto      |
| 2000        | Yago, pasión morena      | Claribel                  | Telefe     | Participación especial |
| 2000 - 2001 | Luna salvaje             | Yanina                    | Telefe     | Elenco de reparto      |
| 2001        | Tiempo final             | Ana                       | Telefe     | Participación especial |
| 2002        | Máximo corazón           | Lucilita                  | Telefe     | Participación especial |
| 2004        | Culpable de este amor    | Soledad "Sole" Cazenave   | Telefe     | Participación especial |
| 2005        | Floricienta              | Marina                    | Canal 13   | Elenco de reparto      |
| 2007        | Son de Fierro            | Catalina "Cata"           | Canal 13   | Participación especial |
| 2008 - 2009 | Don Juan y su bella dama | Micaela Muñoz             | Telefe     | Elenco de reparto      |
| 2011        | El elegido               | Yessica "Colette" Álvarez | Telefe     | Participación especial |
| 2013        | Bienvenido Brian         | Aldana                    | Canal 9    | Elenco de reparto      |
| 2018        | Mi hermano es un clon    | Carolina                  | Canal 13   | Participación especial |

### Cine
| Año  | Título                | Rol     | Dirección        |
| ---- | --------------------- | ------- | ---------------- |
| 2008 | Visitante de invierno | Julieta | Sergio Esquenazi |

### Videoclips
| Televisión | Televisión    | Televisión      | Televisión                   | Televisión   |
| Año        | Título        | Artista         | Dirección                    | Notas        |
| ---------- | ------------- | --------------- | ---------------------------- | ------------ |
| 2008       | Como Tus Ojos | Agustín Almeyda | Martín Tejeda Gabriel Grieco | Protagonista |
| 2019       | Eclipse       | Lit Killah      | Lit Killah                   | Protagonista |